# Nikołaj Trusow
Nikołaj Michajłowicz Trusow (ros. Николай Михайлович Трусов, ur. 7 października?/20 października 1906 w Moskwie, zm. 1 listopada 1985 tamże) – radziecki generał porucznik, szef wywiadu wojskowego (1947–1949).

## Życiorys
Od 1931 w Armii Czerwonej, ukończył kurs w szkole wojskowej w Orle, w latach 1932–1934 dowódca kompanii szkolnego pułku zmechanizowanego Wojskowej Akademii Mechanizacji i Motoryzacji RChACz im. Stalina, w grudniu 1937 ukończył kurs języków obcych kontrwywiadu, od czerwca 1940 kierownik działu szkolenia Centralnej Szkoły Przygotowania Szefów Sztabów. Od lutego 1941 w dyspozycji wywiadu, 1941–1943 zastępca szefa wywiadu sztabu Frontu Południowego, od 1943 szef wywiadu Frontu Północno-Kaukaskiego, później Czarnomorskiej Grupy Wojsk Frontu Zakaukaskiego, a od 1944 Samodzielnej Armii Nadmorskiej. 
Jako szef wydziału wywiadu sztabu 1 Frontu Białoruskiego brał udział w operacji berlińskiej.
W latach 1945–1948 szef Komisji Kontroli Głównego Dowództwa Armii Radzieckiej w Niemczech.
1947–1949 szef Służby Dywersyjno-Wywiadowczej Ministerstwa Sił Zbrojnych ZSRR, od 1949 zastępca szefa Głównego Zarządu Wywiadowczego.
W latach 50. attaché wojskowy w Czechosłowacji.
Od 1955 generał porucznik.

## Odznaczenia
- Order Lenina
- Order Czerwonego Sztandaru (czterokrotnie)
- Order Kutuzowa II klasy
- Order Wojny Ojczyźnianej II klasy
- Order Czerwonej Gwiazdy

i medale.